# Galium

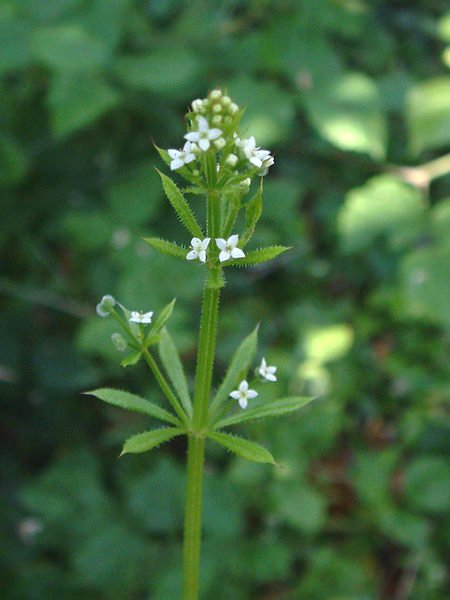
Flores de Galium aparine.

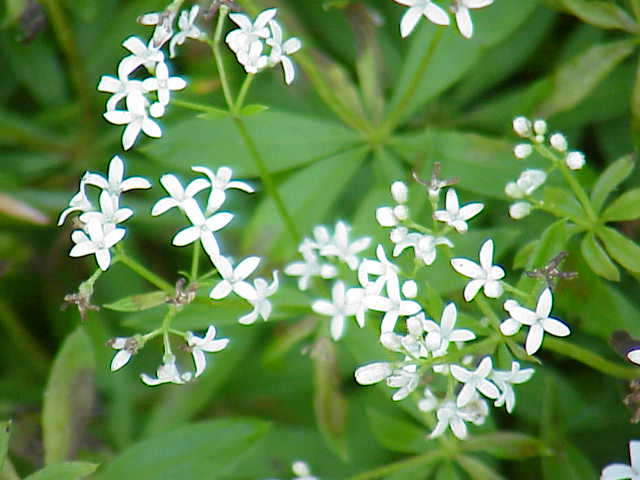
Flores de Galium odoratum.

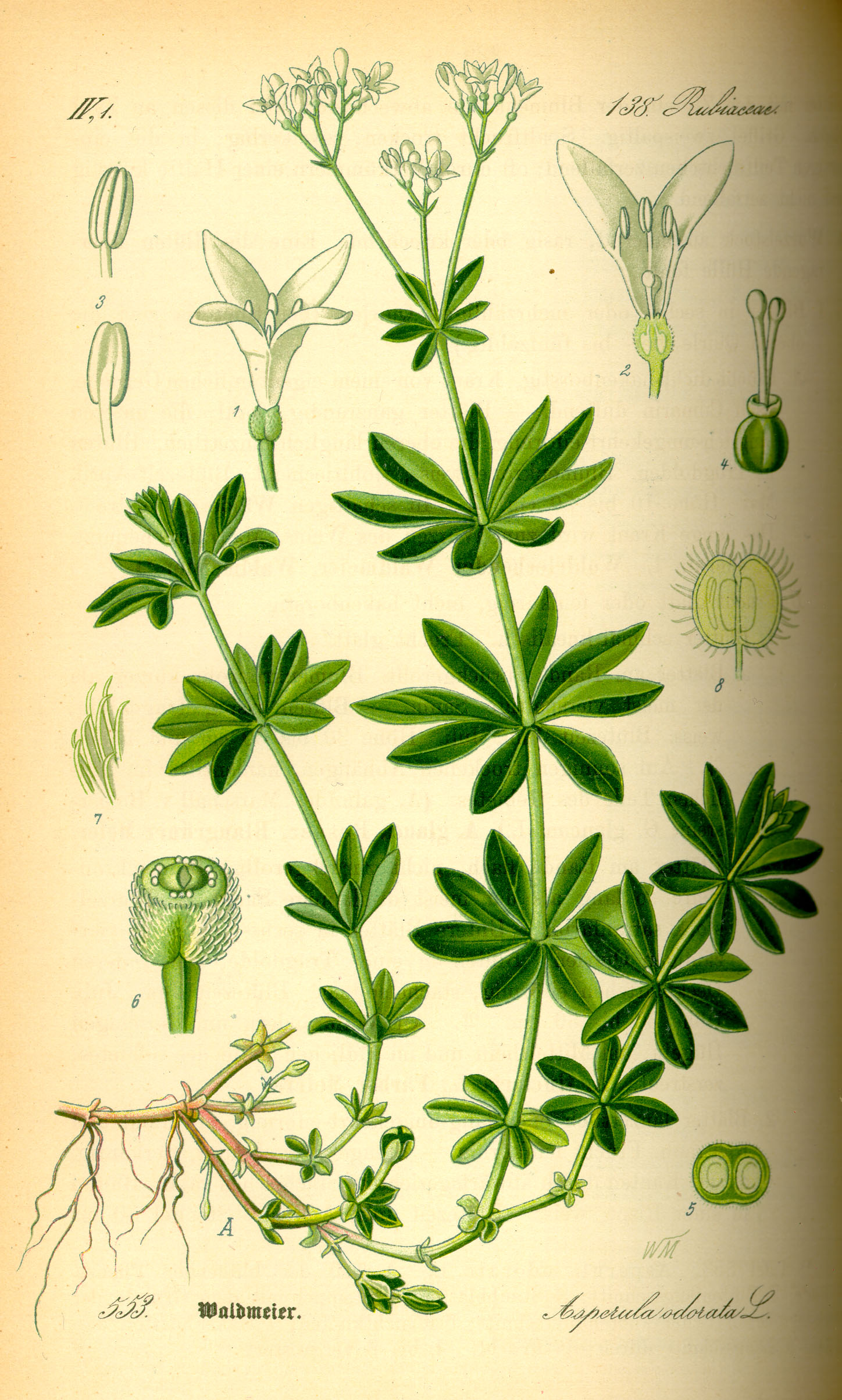
Galium odoratum (ilustração).

Galium L. (vernacular, gálio) é um género de plantas herbáceas perenes, raramente anuais, da família das Rubiaceae que agrupa cerca de 400 espécies, na sua grande maioria com distribuição natural nas regiões de clima temperado de todos os continentes.

## Descrição
As espécies do género Galium são ervas perenes ou raramente anuais, terrestres, inermes, com caules quadrangulares, as flores bisexuais, menos vezes unisexuais, polígamas ou dioicas.
Folhas em verticilos de (3)4-8(-10), sésseis a subsésseis, isófilas, inteiras ou raras vez ásperas até denticuladas nas margens, sem domácios, 1-3-nervuras, frequentemente com grupos de células glandulares, especialmente no dorso da folha próximo do ápice; estípulas aparentemente ausentes (frequentemente consideradas alongadas, foliáceas e verticiladas com as folhas).
Inflorescências terminais ou axilares, paniculadas a cimosas e bracteadas, por vezes com as  flores solitárias. Flores pediceladas ou sésseis e involucradas, homostilas; limbo calicino diminuto ou ausente, sem calicofilos; corola rotácea a campanulada ou urceolada, branca, amarelada, verdosa, rosada a vermelha, glabra no interior, glabra a puberulenta no exterior, por vezes com grupos de células glandulares próximo do ápice, os lobos (3)4(5), valvares, sem apêndices; estames (3)4(5), exertos, as anteras dorsifixas; estigmas 2 nos extremos de 2 ramificações do estilo, capitados, curtamente exertos; ovário bilocular, os óvulos 1 por lóculo, basais.

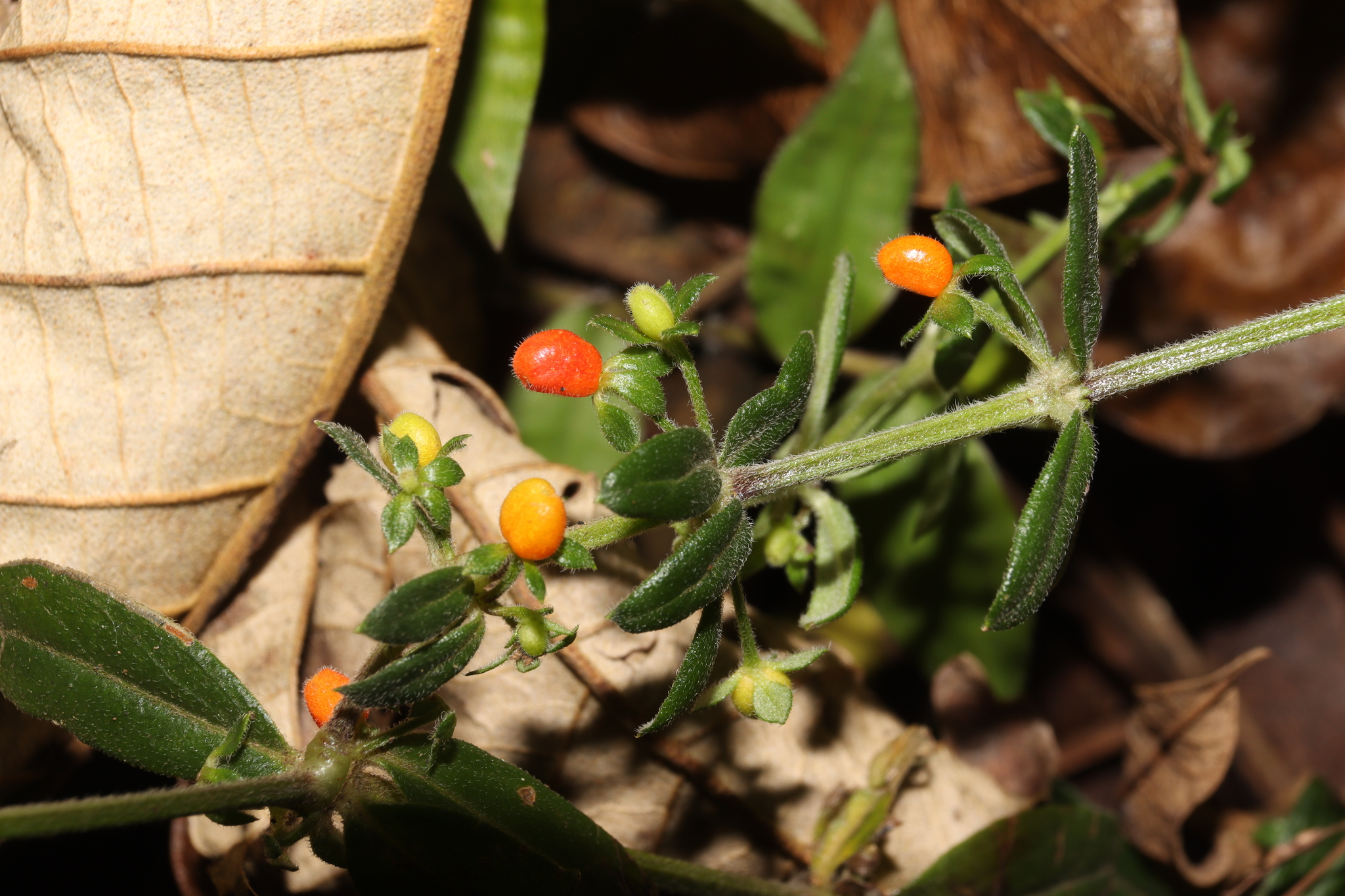
Frutos de Galium hypocarpium

Frutos em esquizocarpos, dídimos ou subglobosos, secos ou carnudos, os mericarpos 2 ou frequentemente com 1 deles abortivo, suborbiculares, lisos e glabros, tuberculados ou densamente pilosos com tricomas rectos ou uncinados; sementes elipsoidais, pegadas à parede do fruto.
É um género cosmopolita, bem representado nas zonas temperadas da Eurásia, América do Norte e México, mas também presente em zonas temperadas e frias das altas montanhas das regiões tropicais.

## Taxonomia
O género foi descrito por Carolus Linnaeus e publicado em Species Plantarum 1: 105. 1753. A espécie tipo é Galium verum L.
A etimologia do nome genérico Galium deriva da palavra grega gala, que significa  "leite",  uma alusão ao uso de algumas espécies como fonte de coalho para leite.

## Sinonímia
O género Galium apresenta sinonímia taxonómica diversificada:
| - Aparinanthus Fourr. - Aparine Guett. - Aparinella Fourr. - Aspera Moench | - Bataprine Nieuwl. - Gallion Pohl - Gallium Mill. - Trichogalium Fourr. |

## Espécies
Entre outras, o género Galium inclui as seguintes espécies:
| - Galium aetnicum - Galium album - Galium aparine - Galium arenarium - Galium aristatum - Galium baldense - Galium boreale - Galium corrudaefolium - Galium debile - Galium elongatum - Galium firmum - Galium fleurotii - Galium glaucum - Galium humifusum | - Galium hypocarpium - Galium longifolium - Galium lucidum - Galium mollugo - Galium nigroramosum - Galium normanii - Galium obliquum - Galium odoratum - Galium oelandicum - Galium olympicum - Galium palustre - Galium parisiense - Galium pumilum - Galium rotundifolium | - Galium rubrum - Galium saxatile - Galium schultesii - Galium spurium - Galium sterneri - Galium suecicum - Galium sylvaticum - Galium tricornutum - Galium trifidum - Galium triflorum - Galium uliginosum - Galium valdepilosum - Galium verum |

- Lista completa

## Classificação lineana do género
| Sistema | Classificação                      | Referência               |
| ------- | ---------------------------------- | ------------------------ |
| Linné   | Classe Tetrandria, ordem Monogynia | Species plantarum (1753) |